# منو به خونه ببر…
منو به خونه ببر… (انگلیسی: Walk Me Home...) نخستین آلبوم چندآهنگه از بنسون بون، خواننده و ترانه‌پرداز آمریکایی است که در ۲۹ ژوئیه ۲۰۲۲ از طریق نایت استریت رکوردز متعلق به دن رینولدز از گروه ایمجین درگنز و شرکت وارنر رکوردز منتشر شد. پیش از انتشار این آلبوم، چهار تک‌آهنگ از آن عرضه شده بود: «شهر متروکه» و «در ستاره‌ها» که هر دو در سطح بین‌المللی در جدول‌ها موفق ظاهر شدند، به همراه قطعات «Room for 2» و «Better Alone".

## جدول‌های موسیقی
| جدول (۲۰۲۲–۲۰۲۳)                              | بالاترین جایگاه |
| --------------------------------------------- | --------------- |
| آلبوم‌های بلژیکی (اولتراتاپ فلاندرز)           | ۱۰۹             |
| آلبوم‌های فنلاندی (جدول رسمی فنلاند)           | ۳۶              |
| آلبوم‌های فرانسوی (اس‌ان‌ئی‌پی)                   | ۱۸۴             |
| آلبوم‌های نروژی (وی‌جی-لیستا)                   | ۴               |
| آلبوم‌های سوئدی (برترین‌های سوئد)               | ۱۶              |
| آلبوم‌های دیجیتال بریتانیا (شرکت جدول‌های رسمی) | ۱۰۰             |
| آلبوم‌های تاپ هیتسیکرز ایالات متحده (بیلبورد)  | ۳               |

## گواهی‌نامه‌ها
| منطقه                                   | گواهی | واحد گواهی‌شده/فروش |
| --------------------------------------- | ----- | ------------------ |
| نیوزیلند (آرآی‌ای‌ان‌زد)                   | طلا   | ۷٬۵۰۰              |
| رقم فروش+پخش جاری تنها بر پایهٔ گواهی‌ها. |       |                    |